# 薛蔚英
薛蔚英（1904年—1938年），山西离石县碛口马杓茆村人。中華民國軍事人物。
薛蔚英是黄埔一期第四队学生，與徐向前是同學。國民大革命时期擔任陈独秀警卫队队长，后历任国民革命军第一军第一师的排、连、营、团长等职。後跟隨刘峙前往河南省，任保安军第一支队司令。1933年前往福建漳州驻防。1934年任陆军新编第五十旅旅长，駐扎於平汉鐵路驻马店。1935年前往河南罗山县剿共，因為与老同學徐向前部隊互不侵犯。結果被以“通共”之嫌調離至开封，受到蒋介石斥责。後又调動至安徽蚌埠，擔任一六七师师长。不久又调任至湖南岳阳、江西九江等地駐守。七七事變後，日本進攻馬當，薛蔚英參與防守，結果馬當失守，薛蔚英被撤職並被送往武漢審查。1938年在湖南衡陽被處決。